# Ноттенсдорф
Ноттенсдорф (нем. Nottensdorf) — община в Германии, в земле Нижняя Саксония.
Входит в состав района Штаде. Подчиняется управлению Хорнебург. Население составляет 1432 человека (на 31 декабря 2010 года). Занимает площадь 7,14 км².